# Championnat du Mexique de football de quatrième division
Le championnat du Mexique de football de quatrième division, aussi appelé Liga de Nuevos Talentos, est le quatrième tournoi de football professionnel mexicains le plus important du pays. Il a été créé en 1994 et se joue sous la forme de deux tournois semestriels appelés Clausura et Apertura, anciennement connu sous les noms de Verano et Invierno.
Cette compétition a été créée sous le nom de Tercera División avant de changer pour son nom actuel en 2008. Le passage d'un championnat unique à deux tournois c'est effectué comme pour la Primera División en 1998.
L'Académicos de Atlas (es) est le club qui a remporté le plus de titres de quatrième division (3).

## Histoire

### La Liga de Nuevos Talentos (Depuis 2008)
Lors du tournoi Apertura 2008, la Fédération mexicaine de football avec l'approbation des présidents des clubs de Segunda et Tercera División, décide de modifier le format de ces championnats en répartissant les équipes en deux divisions, la Liga Premier de Ascenso et la Liga de Nuevos Talentos.

## Évolution du règlement
Le nombre d'équipes n'a pas cessé de varier au cours des saisons et des différentes promotions, rétrogradations, disparitions, invitations et liguillas promotionnelles, pour se stabiliser à 28 équipes.

### LaLiguilla
Actuellement, le championnat est composé de 28 équipes divisé en deux groupes, les quatre meilleures équipes de chaque groupe sont qualifiées pour la Liguilla.
Si à la fin des treize journées des Torneos, deux équipes ont le même nombre de points, elles sont départagées grâce aux critères suivants :
- La meilleure différence de buts.
- La meilleure attaque.
- La différence de but particulière.
- Le plus grand nombre de buts marqués à l'extérieur.
- Le tirage au sort.

La Liguilla se compose ensuite de matchs aller-retour allant des quarts de finale à la finale. En cas d'égalité, c'est le classement de la saison régulière qui départage les deux équipes à l'exception de la finale où l'on peut avoir des prolongations et si nécessaire une séance de tirs au but.

## Clubs de la saison 2014-2015
| Club                           | Ville                     | Nb de titres | Stade                                 | Capacité |
| Alebrijes de Oaxaca (es) rés.  | Oaxaca de Juárez          | 0            | Stade Benito Juárez (es)              | 12 500   |
| Alto Rendimiento Tuzo          | San Agustín Tlaxiaca (es) | 0            | Stade de l'univsersité du football    | 1 000    |
| América Coapa                  | Mexico                    | 1            | Centre d'entrainement du Club América | 1 000    |
| Cañoneros de Campeche          | Campeche                  | 0            | Stade universitaire Campeche (es)     | 4 000    |
| Universidad del Fútbol         | San Agustín Tlaxiaca (es) | 0            | Stade de l'univsersité du football    | 1 000    |
| CD Cuautla (es)                | Cuautla                   | 0            | Stade Isidro Gil Tapia                | 5 000    |
| Deportivo Nuevo Chimalhuacán   | Chimalhuacán              | 0            | Stade Tepalcates                      | 5 000    |
| Lobos Prepa                    | Puebla                    | 0            | Stade olympique de la BUAP (es)       | 20 411   |
| Patriotas de Córdoba FC (es)   | Córdoba                   | 0            | Stade universitaire Christophe Colomb | 2 000    |
| Pumas Naucalpan (es)           | Mexico                    | 0            | Stade La Cantera                      |          |
| Selva Cañera                   | Zacatepec de Hidalgo      | 1            | Stade Coruco Díaz                     | 26 000   |
| Universitario Hidalguense (es) | Pachuca                   | 1            | Stade de la Révolution-Mexicaine      | 3 500    |
| Universidad Michoacana         | Morelia                   | 0            | Stade universitaire de Morelia        | 1 000    |
| Potros Zitácuaro (es)          | Heroica Zitácuaro         | 0            | Stade Ignacio López Rayón             | 10 000   |

| Club                             | Ville                   | Nb de titres | Stade                                   | Capacité |
| Académicos de Atlas (es)         | El Salto (es)           | 3            | Centre d'entrainement du CF Atlas       |          |
| Atlético San Luis                | San Luis Potosí         | 0            | Stade Alfonso-Lastras                   | 30 000   |
| Cachorros de la UANL (es)        | General Zuazua (es)     | 0            | Centre d'entrainement des Tigres UANL   | 800      |
| Calor de Gómez Palacio (es)      | Gómez Palacio           | 0            | Stade Unidad Deportiva Gómez Palacio    | 2 000    |
| Club Celaya (en) rés.            | Celaya                  | 0            | Stade Miguel Alemán                     | 32 300   |
| Chivas Rayadas (es)              | Zapopan                 | 0            | Stade Verde Valle                       | 1 000    |
| Deportivo San Juan               | San Juan de los Lagos   | 0            | Stade El Llanito (es)                   | 5 000    |
| Reboceros de La Piedad (es)      | La Piedad               | 0            | Stade Juan N. López                     | 17 000   |
| Mineros de Fresnillo (es)        | Fresnillo               | 1            | Stade Unidad Deportiva Minera Fresnillo | 2 500    |
| Club Necaxa rés.                 | Aguascalientes          | 0            | Centre d'entrainement du Club Necaxa    |          |
| CD Zamora (es)                   | Zamora de Hidalgo       | 1            | Stade Unidad Deportiva El Chamizal      | 5 000    |
| Sahuayo FC                       | Sahuayo de Morelos (es) | 0            | Stade Unidad Francisco García Vilchis   |          |
| Topos de Reynosa                 | Reynosa                 | 0            | Stade Unidad Deportiva Solidaridad      | 10 000   |
| Correcaminos de la UAT (es) rés. | Ciudad Victoria         | 0            | Stade Eugenio Alvizo Porras             | 5 000    |

### Localisation géographique des clubs
| 1 : Alto Rendimiento Tuzo et Universidad del Fútbol 2 : América Coapa et Pumas Naucalpan (es) 3 : Deportivo Nuevo Chimalhuacán Alebrijes de Oaxaca (es) rés. 1 0Cañoneros de Campeche CD Cuautla (es) 3 Lobos Prepa Patriotas de Córdoba FC 2 Selva Cañera Universitario Hidalguense (es) Universidad Michoacana Potros Zitácuaro (es) |

| Académicos de Atlas (es) Atlético San Luis Cachorros de la UANL (es) Calor de Gómez Palacio (es) Club Celaya (en) rés. Chivas Rayadas (es) Deportivo San Juan Reboceros de La Piedad (es) Minera Fresnillo Club Necaxa rés. CD Zamora (es) Sahuayo FC — Topos de Reynosa Correcaminos de la UAT rés. |

## Palmarès
| Saison                     | Vainqueur                        | Score         | Finaliste                        | Meilleur buteur |
| Championnat Saisonnier     |                                  |               |                                  |                 |
| 1994-95 Détails            | Monterrey FAAC                   |               | -                                |                 |
| 1995-96 Détails            | Potros Zitácuaro (es)            |               | -                                |                 |
| 1996-97 Détails            | CF Cuautitlán (es)               |               | -                                |                 |
| 1997-98 Détails            | CU Guadalajara                   |               | -                                |                 |
| 1998-99 Détails            | Atlético Cihuatlán (es)          |               | Potros UAEM (es)                 |                 |
| 1999-00 Détails            | Chivas de Guadalajara rés.       |               | -                                |                 |
| 2000-01 Détails            | Pumas Naucalpan (es)             |               | Atlético San Francisco (es)      |                 |
| Championnat Semestriel     |                                  |               |                                  |                 |
| Invierno 2001 Détails      | Académicos de Atlas (es)         |               | América Coapa                    |                 |
| Verano 2002 Détails        | Alacranes de Apatzingán          |               | CP Tecamachalco (es) rés.        |                 |
| Apertura 2002 Détails      | Coras de Tepic (en) rés.         |               | CD Tezonapa                      |                 |
| Clausura 2003 Détails      | Inter Playa del Carmen (es)      |               | Coras de Tepic (en) rés.         |                 |
| Apertura 2003 Détails      | Jersy Nay Ixcuintla              |               | Tuxtepec FC                      |                 |
| Clausura 2004 Détails      | Atlético Tecomán                 |               | Potros Neza (es)                 |                 |
| Apertura 2004 Détails      | CD Autlán (es)                   |               | Cacaoteros de Tabasco            |                 |
| Clausura 2005 Détails      | Atlético Cuauhtémoc (es)         |               | América Zapata                   |                 |
| Apertura 2005 Détails      | CP Tecamachalco (es)             |               | CD Sufacen Tepic                 |                 |
| Clausura 2006 Détails      | CFS Manzanillo (es)              |               | Inter de Xalapa                  |                 |
| Apertura 2006 Détails      | Búhos de Hermosillo (es)         |               | Potros Neza (es)                 |                 |
| Clausura 2007 Détails      | Atlético Cihuatlán (es)          |               | FC Itzaes                        |                 |
| Apertura 2007 Détails      | CD Atlético Comonfort (es)       |               | CP Tecamachalco (es)             |                 |
| Clausura 2008 Détails      | CFS Manzanillo (es)              |               | Cruz Azul Xochimilco             |                 |
| Apertura 2008 Détails      | Universitario Hidalguense (es)   |               | Alto Rendimiento Tuzo            |                 |
| Clausura 2009 Détails      | América Coapa                    |               | Correcaminos de la UAT (es) rés. |                 |
| Apertura 2009 Détails      | Correcaminos de la UAT (es) rés. |               | Alacranes de Durango (es)        |                 |
| Bicentenario 2010 Détails  | Universitario Hidalguense (es)   |               | América Coapa                    |                 |
| Independencia 2010 Détails | Cachorros de la UANL (es)        |               | Académicos de Atlas (es)         |                 |
| Revolución 2011 Détails    | Cachorros de León                |               | Alacranes de Durango (es)        |                 |
| Apertura 2011 Détails      | Estudiantes Tecos                |               | América Coapa                    |                 |
| Clausura 2012 Détails      | Académicos de Atlas (es)         |               | Pumas Naucalpan (es)             |                 |
| Apertura 2012 Détails      | Académicos de Atlas (es)         |               | Universitario Hidalguense (es)   |                 |
| Clausura 2013 Détails      | Alacranes de Durango (es)        |               | Pioneros de Cancún (es)          |                 |
| Apertura 2013 Détails      | Pioneros de Cancún (es)          | 3-1           | Atlético San Luis                |                 |
| Clausura 2014 Détails      | Selva Cañera                     | 7-3           | Atlético San Luis                |                 |
| Apertura 2014 Détails      | Mineros de Fresnillo (es)        | 7-0           | Selva Cañera                     |                 |
| Clausura 2015 Détails      | Sahuayo FC                       | 1-1 Tab : 4-3 | Atlético San Luis                |                 |

## Bilans
| Équipe                           | Victoires                             |
| Académicos de Atlas (es)         | 3 (Invierno 2001, Clau. 12, Aper. 12) |
| Atlético Cihuatlán (es)          | 2 (1999, Clau. 07)                    |
| CFS Manzanillo (es)              | 2 (Clausura 06, Clau. 08)             |
| Universitario Hidalguense (es)   | 2 (Apertura 08, Bic. 10)              |
| Alacranes de Apatzingán          | 1 (Verano 02)                         |
| América Coapa                    | 1 (Clausura 09)                       |
| Atlético Tecomán                 | 1 (Clausura 04)                       |
| Cachorros de León                | 1 (Revolución 11)                     |
| Chivas de Guadalajara rés.       | 1 (2000)                              |
| CU Guadalajara                   | 1 (1998)                              |
| Estudiantes Tecos                | 1 (Apertura 11)                       |
| Jersy Nay Ixcuintla              | 1 (Apertura 03)                       |
| Monterrey FAAC                   | 1 (1995)                              |
| Selva Cañera                     | 1 (Clausura 14)                       |
| Alacranes de Durango (es)        | 1 (Clausura 13)                       |
| Atlético Cuauhtémoc (es)         | 1 (Clausura 05)                       |
| Búhos de Hermosillo (es)         | 1 (Apertura 06)                       |
| Cachorros de la UANL (es)        | 1 (Independencia 10)                  |
| CF Cuautitlán (es)               | 1 (1997)                              |
| CD Atlético Comonfort (es)       | 1 (Apertura 07)                       |
| CD Autlán (es)                   | 1 (Apertura 04)                       |
| CP Tecamachalco (es)             | 1 (Apertura 05)                       |
| Coras de Tepic (en) rés.         | 1 (Apertura 02)                       |
| Correcaminos de la UAT (es) rés. | 1 (Apertura 09)                       |
| Inter Playa del Carmen (es)      | 1 (Clausura 03)                       |
| Pioneros de Cancún (es)          | 1 (Apertura 13)                       |
| Potros Zitácuaro (es)            | 1 (1996)                              |
| Pumas Naucalpan (es)             | 1 (2001)                              |
| Mineros de Fresnillo (es)        | 1 (Apertura 14)                       |
| Sahuayo FC                       | 1 (Clausura 15)                       |

| États             | Victoires |
| Jalisco           | 9         |
| État de Colima    | 3         |
| Michoacán         | 3         |
| Nayarit           | 2         |
| Hidalgo           | 2         |
| État de Mexico    | 2         |
| Guanajuato        | 2         |
| Nuevo León        | 2         |
| District fédéral  | 2         |
| Quintana Roo      | 2         |
| Morelos           | 1         |
| État de Durango   | 1         |
| Tamaulipas        | 1         |
| Aguascalientes    | 1         |
| Sonora            | 1         |
| État de Zacatecas | 1         |